# Cristopher Toselli
Cristopher Benjamín Toselli Ríos (ur. 15 czerwca 1988 w Antofagaście) – chilijski piłkarz pochodzenia włoskiego występujący na pozycji bramkarza, obecnie zawodnik Universidadu Católica.

## Kariera klubowa
Toselli jest wychowankiem akademii juniorskiej klubu Universidad Católica z siedzibą w stołecznym mieście Santiago, do której zaczął uczęszczać na treningi jako trzynastolatek. Do seniorskiej drużyny został włączony w wieku osiemnastu lat przez szkoleniowca Jorge Pellicera po odejściu z zespołu rezerwowego bramkarza Rainera Wirtha. W wiosennym sezonie Apertura 2007 zdobył z Universidadem wicemistrzostwo kraju, jednak nie rozegrał wówczas ani jednego spotkania, pozostając wyłącznie rezerwowym dla starszego o siedemnaście lat José Maríi Buljubasicha, a w chilijskiej Primera División zadebiutował dopiero 25 listopada 2007 w wygranym 3:0 spotkaniu z Coquimbo Unido. W lutym 2009, po odejściu z klubu Buljubasicha, został pierwszym bramkarzem ekipy, lecz w czerwcu podczas jednego ze spotkań młodzieżowej reprezentacji doznał kontuzji, wskutek czego musiał pauzować przez pół roku. W tym czasie miejsce między słupkami Universidadu przejął Paulo Garcés, z którym w składzie zespół zdobył tytuł wicemistrzowski w jesiennych rozgrywkach Clausura 2009.
Miejsce w wyjściowej jedenastce Toselli odzyskał dopiero w listopadzie 2010, wskutek słabej formy Garcésa. W tym samym sezonie 2010 wywalczył z Universidadem swój premierowy tytuł mistrza Chile i szybko został kluczowym zawodnikiem zespołu prowadzonego przez hiszpańskiego trenera Juana Antonio Pizziego. W sezonie Apertura 2011 zanotował ze swoją drużyną trzecie wicemistrzostwo kraju i w tym samym roku zdobył także krajowy puchar – Copa Chile. W 2012 roku dotarł do półfinału rozgrywek Copa Sudamericana, w której jego zespół uległ w dwumeczu brazylijskiemu São Paulo FC, a jego świetne występy zostały publicznie pochwalone przez golkipera rywali Rogério Ceniego. Podczas rozgrywek Transición 2013 osiągnął kolejny tytuł wicemistrzowski i sukces ten powtórzył również pół roku później, podczas sezonu Apertura 2013. Wówczas także doszedł do finału krajowego pucharu, a dzięki udanej formie magazyn El Gráfico wybrał go na najlepszego bramkarza ligi chilijskiej 2013 roku. Stowarzyszenie dziennikarzy sportowych (CPD) w plebiscycie uznało go za najlepszego chilijskiego piłkarza tego roku. W wiosennym sezonie Clausura 2014 trzeci raz z rzędu wywalczył wicemistrzostwo Chile.

## Kariera reprezentacyjna
W 2005 roku Toselli został powołany przez szkoleniowca Jorge Aravenę do reprezentacji Chile U-17 na Młodzieżowe Mistrzostwa Ameryki Południowej. Na wenezuelskich boiskach był podstawowym golkiperem swojej drużyny i wystąpił we wszystkich możliwych czterech meczach, wpuszczając w nich siedem bramek. Jego kadra odpadła natomiast już w pierwszej rundzie, gdzie zanotowała bilans dwóch zwycięstw i dwóch porażek, wskutek czego nie zdołała zakwalifikować się na rozgrywane kilka miesięcy późnej Mistrzostwa Świata U-17 w Peru.
W 2007 roku Toselli znalazł się w ogłoszonym przez trenera José Sulantaya składzie reprezentacji Chile U-20 na Młodzieżowe Mistrzostwa Ameryki Południowej, gdzie początkowo pozostawał rezerwowym dla Richarda Leytona, lecz już po dwóch meczach wywalczył sobie miejsce w pierwszym składzie i do końca turnieju rozegrał siedem spotkań. Jego kadra zdołała awansować z trzeciego miejsca do rundy finałowej, gdzie z kolei zajęła czwartą lokatę i zakwalifikowała się na Mistrzostwa Świata U-20 w Kanadzie. Tam młody golkiper miał niepodważalną pozycję między słupkami i wystąpił we wszystkich siedmiu meczach, w aż sześciu z nich zachowując czyste konto. Tym samym pobił należący dotychczas do Cláudio Taffarela rekord tych rozgrywek pod względem liczby minut bez wpuszczonej bramki, zatrzymując się na 492 minutach (cztery lata później to osiągnięcie zostało poprawione przez Mikę). Chilijczycy, w których barwach występowali wówczas gracze tacy jak Alexis Sánchez, Arturo Vidal czy Gary Medel, okazali się rewelacją turnieju, docierając aż do półfinału i zajmując trzecie miejsce, a świetne występy Tosellego zaowocowało jego wyborem przez FIFA do najlepszej drużyny turnieju i licznymi nagrodami w ojczyźnie.
W 2008 roku Toselli wziął udział w prestiżowym towarzyskim Turnieju w Tulonie jako zawodnik reprezentacji Chile U-23 prowadzonej przez argentyńskiego szkoleniowca Marcelo Bielsę. Tam był kluczowym zawodnikiem swojej drużyny i wystąpił we wszystkich pięciu meczach, zaś jego kadra narodowa zanotowała bardzo udany występ i dotarła aż do finału, gdzie przegrała ostatecznie z Włochami (0:1). Rok później ponownie został powołany do młodzieżowej reprezentacji na Turniej w Tulonie, gdzie podobnie jak poprzednio miał pewne miejsce między słupkami – rozegrał wszystkie pięć meczów i został wybrany najlepszym golkiperem rozgrywek, a jego zespół, tym razem prowadzony przez Ivo Basaya, triumfował w tych rozgrywkach, pokonując w finale Francję (1:0).
W seniorskiej reprezentacji Chile Toselli zadebiutował za kadencji selekcjonera Marcelo Bielsy, 19 stycznia 2010 w wygranym 2:1 meczu towarzyskim z Panamą.